# Discographie de Nobuo Uematsu
 (février 2014).
Si vous disposez d'ouvrages ou d'articles de référence ou si vous connaissez des sites web de qualité traitant du thème abordé ici, merci de compléter l'article en donnant les références utiles à sa vérifiabilité et en les liant à la section « Notes et références ».

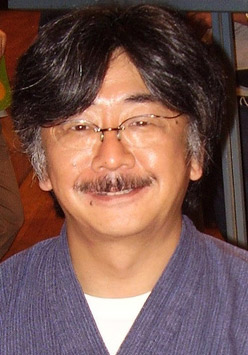
Nobuo Uematsu.

La discographie de Nobuo Uematsu comporte près d'une centaine d'albums. Elle comprend les bandes originales issues des jeux vidéo sur lesquels il a travaillé (souvent appelées Original Soundtrack ou OST), des albums d'arrangement de ses mélodies comme la célèbre série des Piano Collections issue des musiques de Final Fantasy qui sont réalisés par d'autres musiciens comme Shirou Satou ou Shiro Hamaguchi, des albums de concert, des compilations ou des singles.

## Album solo
- Phantasmagoria (1994)
- Nobuo Uematsu no "ten short stories" (2010)

## Bandes originales
- All Sounds of Final Fantasy I & II - Composition (1988)
- Final Fantasy IV Original Sound Version - Composition (1991)
- Final Fantasy III Original Sound Version - Composition (1991)
- All Sounds of SaGa - Composition (1991)
- Final Fantasy V Original Sound Version - Composition (1992)
- Final Fantasy VI Original Sound Version - Composition (1994)
- Chrono Trigger Original Soundtrack - Composition (avec Yanusori Mitsuda) (1995)
- Front Mission Series: Gun Hazard Original Sound Version - Composition (1996)
- Final Fantasy VII Original Soundtrack - Composition (1997)
- Final Fantasy VIII Original Soundtrack - Composition (1999)
- Final Fantasy IX Original Soundtrack - Composition (2000)
- Final Fantasy IX Original Sound Track PLUS - Composition (2000)
- Final Fantasy X Original Soundtrack - Composition (2001)
- Final Fantasy : Unlimited MUSIC ADVENTURE Verse.1 - Composition (2001)
- Final Fantasy : Unlimited MUSIC ADVENTURE Verse.2 - Composition (2002)
- Final Fantasy XI Original Soundtrack - Composition (2002)
- Final Fantasy & Final Fantasy II Original Soundtrack - Composition & arrangement (2002)
- Hanjuku Hero VS 3D Original Soundtrack - Composition (2003)
- Hanjuku Hero 4 -The 7 Heroes- ~Sound Collection~ - Composition & arrangement (2005)
- Final Fantasy VII Advent Children Original Soundtrack - Composition (2005)
- Blue Dragon Original Soundtrack - Composition & arrangement (2006)
- Super Smash Bros. Brawl - Main theme - Composition (2006)
- Lost Odyssey Original Soundtrack - Composition (2007)
- Lord of Vermilion Original Soundtrack - Composition (2009)
- Guin Saga Original Soundtrack - Composition (2009)
- Sakura Note - Composition (2009)
- Final Fantasy XIV - Composition et arrangement (2010)

## Arrangements
- Cruise Chaser Blassty - Composition & arrangement (1986)
- Alpha - Composition & arrangement (1986)
- Final Fantasy III Legend of Eternal Wind - Composition & arrangement (1990)
- Final Fantasy IV Minimum Album - Composition & arrangement (1991)
- Final Fantasy IV Celtic Moon - Composition (1991)
- Final Fantasy IV Piano Collections - Composition (1992)
- Final Fantasy V Mambo de Chocobo - Composition & arrangement (1993)
- Final Fantasy V Dear Friends - Composition & arrangement (1993)
- Final Fantasy V Piano Collections - Composition (1993)
- Final Fantasy VI Special Tracks - Composition & arrangement (1994)
- Final Fantasy VI Grand Finale - Composition (1994)
- Final Fantasy VI Piano Collections - Composition (1994)
- Final Fantasy Vocal Collection -Pray- - Composition (1994)
- F.F.MIX - Composition & arrangement (1994)
- Final Fantasy Vocal Collection II -Love Will Grow- - Composition (1995)
- Final Fantasy VIII FITHOS LUSEC WECOS VINOSEC - Composition (1999)
- Final Fantasy VIII Piano Collections - Composition (2000)
- Music Inspired by Final Fantasy - Composition (2000)
- Final Fantasy IX Piano Collections - Composition (2001)
- feel/Go dream - Yuna & Tidus - Composition (2001)
- Over the FANTASY - Kana Ueda - Composition (2001)
- Final Fantasy X Piano Collections - Composition (2002)
- The Black Mages - Composition & clavier (2003)
- Piano Collections Final Fantasy VII - Composition (2003)
- Final Fantasy Song Book Mahoroba - Composition (2004)
- The Black Mages II: The Skies Above - Composition & clavier (2004)
- The Black Mages III: Darkness And Starlight - Composition & clavier (2008)

## Concerts

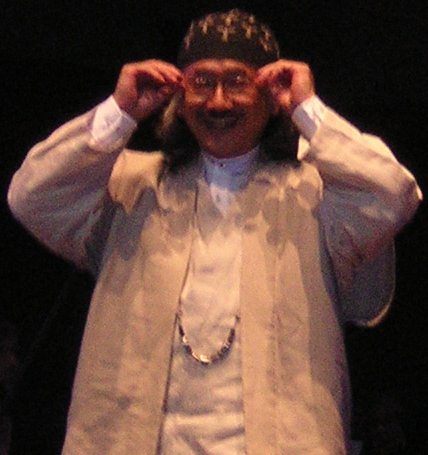
Nobuo Uematsu lors du concert Distant Worlds: Music From Final Fantasy à Seattle en juillet 2009.

- Final Fantasy Symphonic Suite - Composition (1989)
- 20020220 Music From Final Fantasy - Composition (2002)
- THE BLACK MAGES LIVE Featuring Battle Music of FINAL FANTASY (2003)
- Tournée Au Japon music from FINAL FANTASY (2004)
- More Friends music from FINAL FANTASY ~Final Fantasy Orchestra Concert in Los Angeles 2005~ - Composition (2006)
- Distant Worlds music from FINAL FANTASY ~Final Fantasy Orchestra Concert in Stockholm 2007~

## Compilations
- Final Fantasy V 5+1 - Composition & arrangement (1992)
- Final Fantasy VI Stars Vol.1 - Composition (1994)
- Final Fantasy VI Stars Vol.2 - Composition (1994)
- Final Fantasy 1987 1994 - Composition (1994)
- Final Fantasy VII Reunion Tracks - Composition (1997)
- The Best Of Final Fantasy 1994-1999: A Musical Tribute - Composition (2000)
- Final Fantasy IX Uematsu's Best Selection - Composition (2000)
- Potion: Relaxin' with Final Fantasy - Composition & arrangement (2001)
- Square Vocal Collection - Composition (2001)
- Final Fantasy IV Official Soundtrack: Music from Final Fantasy Chronicles - Composition (2001)
- Final Fantasy N Generation Official Best Collection - Composition & arrangement (2001)
- Final Fantasy S Generation Official Best Collection - Composition (2001)
- Final Fantasy X Official Soundtrack - Composition (2001)
- Potion 2: Relaxin' with Final Fantasy - Composition & arrangement (2001)

## Singles
- Final Fantasy VIII: Eyes On Me - Faye Wong - Composition (1999)
- Final Fantasy IX: Melodies Of Life - Emiko Shiratori - Composition (2000)
- Saori Nishihata - Try To Wish ~What You Need~ - Composition (2000)
- Rikki - Suteki Da Ne featured in Final Fantasy X - Composition (2001)
- Hanjuku Hero VS 3D - Fight! Hanjuku Hero/Without Yolk… - Composition (2003)
- Angela Aki - Kiss Me Good-Bye - Composition (2006)
- Super Smash Bros Brawl main theme - Composition (2006)

### Collectifs
- Ten Plants - Organisation & composition (1998)
- Ten Plants 2 Children Songs - Organisation & composition (1999)